# Aeroportul Karamay
Aeroportul Karamay (IATA: KRY, ICAO: ZWKM) este un aeroport din Xinjiang, Republica Populară Chineză ce deservește zona Karamay⁠(d). Aeroportul a fost tranzitat în 2022 de 248.749 de pasageri. A fost numit după zona deservită.
Situat la o altitudine de 334 m, aeroportul dispune de o singură pistă.